# Violator (álbum)
Violator (en español, Violador, pero solo con la connotación de transgresor) es el séptimo álbum de estudio del grupo de música electrónica británica Depeche Mode (Martin Gore, Alan Wilder, Andrew Fletcher, David Gahan). Fue publicado el 19 de marzo de 1990 por Mute en el Reino Unido, y un día después por Reprise/Sire en los Estados Unidos.
Fue producido por el grupo y Mark Ellis Flood. Todos los temas fueron escritos por Martin Gore.
Precedido por los sencillos «Personal Jesus» y «Enjoy the Silence», el álbum fue su salto al estrellato internacional. En Estados Unidos, vendió dos millones de copias ese mismo año, y fue soportado por el World Violation Tour en el cual tuvieron como teloneros al grupo Nitzer Ebb, así como el debut de Electronic.

## Grabación
Siguiendo el patrón de sus álbumes previos, las canciones fueron compuestas por Martin Gore. Para la producción, decidieron llamar a Mark Ellis «Flood», quién estuvo a cargo de la ingeniería del sencillo «Shake the Disease» en 1985 y fue responsable de mezclar la versión larga de «Stripped», denominada Highland Mix, en 1986. Tanto la banda como Flood optaron por planificar el álbum de otra manera, con menor preproducción y reuniones con el sello Mute, lo que significó que los demos eran más minimalistas e impedía la posibilidad de caer en una rutina.

## Composición
El álbum no tiene una línea argumental definida, como si la tuvieron sus antecesores. La diversidad de temas que aborda impide hablar de una temática única. Sobre «Personal Jesus», Martin Gore fue inspirado por el libro de Priscilla Presley, Elvis and Me. Abordando nuevamente su relación con la religión, similar a «Blasphemous Rumours» de Some Great Reward, mantiene una cierta ironía entre lo humano y lo divino, donde las letras se enfocan en la idea de ser la salvación de otra persona.
Estilísticamente en el disco hubo una mayor incorporación de sonidos instrumentales, en este caso una evidente mayor presencia de cuerdas en Personal Jesus, Enjoy the Silence y Clean. Halo una de las canciones más exóticas dentro de todo el repertorio de Depeche Mode, combinando elementos de World in My Eyes.
Temas como la canción Policy of Truth inevitablemente remite al tema político de Construction Time Again, solo que Policy of Truth y su llamado a dirimir diferencias apareció en una época en la cual la Unión Soviética se desmoronaba para convertir en potencia única a los Estados Unidos.
«Waiting for the Night» fue resultado de Wilder y Flood, quienes buscaron aplicar una atmósfera similar a las canciones de Tangerine Dream, con la secuencia principal siendo unida por el ARP de Flood y un secuenciador que acompañaba el sintetizador. «Blue Dress» tiene elementos de drone con las guitarras sostenidas y su sonido más cercano a Suicide. Sobre «Clean», el sonido de bajo inicial fue comparado con «One of These Days» de Pink Floyd, donde se especulo que fuese un sample. Wilder llegó a reconocer la similitud, pero aclaró que fue resultado de programar una combinación de un sintetizador análogo con un sample de bajo.

## Presentación
El álbum fue publicado inicialmente en formatos de LP, disco compacto y para casete de cinta magnética de audio. La portada y las fotografías en el interior fueron todas realizadas por el fotógrafo holandés Anton Corbijn. Sobre «Waiting for the Night», existía un rumor que su título era Waiting for the Night to Fall, y que el cambio se dio porque hubo un error en las impresiones del tiraje del álbum. Sobre eso, Alan Wilder desmintió el hecho en unas preguntas retrospectivas realizado en su sitio web.
Como ya era frecuente, el arte de cubierta del álbum no muestra a los integrantes de la banda, en su lugar aparece una rosa con su tallo y hojas en color sangre con brillos blancos, pero la flor se ve como una silueta atravesada. La flor está sobre un fondo negro. En la mitad del tallo aparece en letras blancas y cursivas el nombre del álbum. En ediciones posteriores se agregó una franja vertical de color gris en la parte superior derecha donde aparece el nombre de la banda.
Otras ediciones han invertido los colores de la portada, mostrando la rosa de color negro y el fondo rojo, o de color negro con fondo blanco, o del clásico color rojo y blanco con fondo azul, o de color negro con fondo magenta y las iniciales que el grupo usaba para sus conciertos en el 2017.
La inspiración de la portada también resulta compleja de definir. En una entrevista Gore afirmó que el nombre del álbum y la rosa contrastaban, ya que por un lado el título del disco indicaba fuerza, transgresión; y por el otro la rosa mostraba pureza e inocencia. Otra versión afirma que la rosa tiene que ver con la novela infantil El principito, lo cual se conectaría con el traje de rey que usa Gahan en el video de "Enjoy the Silence".

## Recepción

### Crítica
De manera inicial, el álbum obtuvo una variedad de críticas tanto positivas como negativas. En una reseña contemporánea para la revista Q, Ian Cranna describe a Violator como “un buen álbum que quizá no ponga al mundo en llamas pero merece abrasarlo un poco”. Para Entertainment Weekly, Greg Sandow remarca que las letras “insinúan significados no especificados, en una forma tan educada que podrías llamarlo pomposo”. En una reseña negativa, presente en su libro Christgau's Consumer Guide: Albums of the '90s, Robert Christgau critica a la banda por ceder ante la «voluble» demografía adolescente.

### Comercial
En 1990 llegó al número 17 en la tabla de fin de año de la revista Billboard, en la categoría Billboard 200. Hasta la fecha, Violator ha vendido más de 15 millones de copias en el mundo; siendo el álbum mejor vendido en la trayectoria de la banda.

## Legado
Considerado por los seguidores de la banda y la crítica especializada como uno de sus mejores álbumes, a menudo sus canciones han sido citadas como una importante influencia, trascendiendo las barreras musicales, como el guitarrista Frank Iero, Marilyn Manson, la banda Muse, entre otros.
Su excelente valoración lo ha convertido en uno de los mejores álbumes de música electrónica de la historia de la música. Ha sido incluido en varias listas y publicaciones musicales especializadas, como el libro 1001 discos que hay que escuchar antes de morir. Fue incluido en la lista de los 500 mejores álbumes de todos los tiempos, apareciendo en la posición 342 en la lista de 2003, mientras que en la edición de 2020 fue reubicado a la posición 167.

## Promoción

Logo de Warner, disquera de la banda en los Estados Unidos

Previo a la publicación del álbum, la banda dio a conocer como sencillos promocionales los temas Personal Jesus, que fue apareció el 29 de agosto de 1989 y se convirtió en el sencillo más vendido en la historia de Warner, la disquera norteamericana de la banda. El vídeo musical dirigido por Corbjin fue realizado en el Desierto de Tabernas, con los cuatro miembros vestidos como cuatro sensuales vaqueros. En su transmisión por MTV, tuvo que ser editado debido a los gestos bocales sugestivos presentes en el puente de la canción. Enjoy the Silence, publicado el 5 de febrero de 1990, otro de sus temas más conocidos y también un éxito para el grupo. El álbum fue publicado el 19 de marzo de 1990 por Mute en el Reino Unido y al día siguiente por Sire Records en los Estados Unidos.
Posterior a la publicación del álbum, la banda liberó dos nuevos sencillos. Policy of Truth fue publicado en mayo, siendo apoyado con remezclas nuevas, incluido una versión techno del instrumental «Kaleid». Meses después, fue publicado World in My Eyes, la cual añade los lados B «Sea of Sin» y «Happiest Girl». Una compilación de vídeos, Strange Too incluye vídeos inéditos de «Halo» y «Clean», todos dirigidos por Corbjin.
Como parte de la promoción del álbum, la banda se embarcó en una gira internacional llamada World Violation Tour, que recorrió 14 países en 88 fechas, desde el 28 de mayo, iniciando en Pensacola, Estados Unidos, hasta el 27 de noviembre de 1990, terminando en Birmingan, Reino Unido. La gira los llevó por primera vez a Australia. También tocaron en Italia, España, Suecia, Suiza, Alemania, Canadá, Japón, Francia, Países Bajos, Dinamarca y Bélgica. Aproximadamente tocaron para 1.2 millones de fanáticos alrededor del mundo. Con el álbum Violator, Depeche Mode realizó su primera visita a México, en una promoción de la radiodifusora WFM de ese país, ante un limitadísimo número de seguidores, la cual ni siquiera consta en la sección oficial de archivos del grupo.

## Lista de canciones
El álbum apareció en tres formatos, por primera vez el estándar en disco compacto, en disco de vinilo y en casete de cinta magnética de audio, aunque para 1992 estuvo disponible también en minidisco de Sony y DCC de Philips. Posteriormente y en la actualidad se le encuentra en streaming.

### Edición en CD
Todas las canciones escritas y compuestas por Martin Gore. 
| Violator |                                                          |          |  |
| N.º      | Título                                                   | Duración |  |
| 1.       | «World in My Eyes»                                       | 4:26     |  |
| 2.       | «Sweetest Perfection»                                    | 4:43     |  |
| 3.       | «Personal Jesus»                                         | 4:56     |  |
| 4.       | «Halo»                                                   | 4:30     |  |
| 5.       | «Waiting for the Night»                                  | 6:07     |  |
| 6.       | «Enjoy the Silence» (contiene el Interlude #2 Crucified) | 6:12     |  |
| 7.       | «Policy of Truth»                                        | 4:55     |  |
| 8.       | «Blue Dress» (contiene el Interlude #3)                  | 5:41     |  |
| 9.       | «Clean»                                                  | 5:28     |  |

### Edición en LP
Fue el último álbum de DM publicado cuando aún había cierto dominio del formato en disco de vinilo, aunque de llamar la atención fue que el tema puntero, Personal Jesus, solo en esta versión apareció editado, ligeramente más corto; además, los temas están numerados del 1 al 9.

| Lado A |                                    |          |  |
| N.º    | Título                             | Duración |  |
| 1.     | «World in My Eyes»                 | 4:26     |  |
| 2.     | «Sweetest Perfection»              | 4:43     |  |
| 3.     | «Personal Jesus» (versión editada) | 4:17     |  |
| 4.     | «Halo»                             | 4:30     |  |
| 5.     | «Waiting for the Night»            | 6:07     |  |

| Lado B |                                                     |          |  |
| N.º    | Título                                              | Duración |  |
| 6.     | «Enjoy the Silence» (con el Interlude #2 Crucified) | 6:12     |  |
| 7.     | «Policy of Truth»                                   | 4:55     |  |
| 8.     | «Blue Dress» (con el Interlude #3)                  | 5:39     |  |
| 9.     | «Clean»                                             | 5:31     |  |

### Edición en MC
La versión en cinta magnética de audio, el formato conocido como MC de MusiCasete, contiene los nueve temas en un solo casete, con los cinco primeros en el lado A y los restantes cuatro en el lado B, es decir, la misma distribución que en LP. Fue para América y para Europa, aunque actualmente el formato ya no se encuentra disponible.
El álbum fue adicionalmente publicado en 1992 en Europa en formato de casete compacto digital, abreviado como DCC por sus siglas en inglés, el cual también se descontinuó. Fue de los únicos dos materiales de DM publicados en ese formato con Songs of Faith and Devotion de 1993.

### Edición en MD
Violator fue el primer material de DM disponible en el poco popularizado minidisco digital creado por la casa Sony, hasta 1992, exclusivamente en el Reino Unido como los otros discos del grupo que llegarían a editarse en este formato.
La edición en esa modalidad fue un intento del grupo por expandir sus lanzamientos a otros formatos distintos a los tradicionales discos antes del auge de Internet, aunque con poco éxito en esa presentación, la cual actualmente ya no se encuentra disponible, como el propio formato.

## Créditos
Martin Gore - sintetizador, guitarra y segunda voz, además canta los temas «Sweetest Perfection» y «Blue Dress»; el lado B «Happiest Girl» lo canta junto con David Gahan.
David Gahan - voz principal, excepto «Waiting for the Night» y «Policy of Truth» que canta parcialmente a dueto con Gore; segunda voz en «Sweetest Perfection».
Alan Wilder - sintetizadores, arreglos, programación y producción; bajo eléctrico, batería electrónica en «Personal Jesus» y percusión en «Clean».
Andrew Fletcher - sintetizador, segunda voz en «Clean», voz en el Interlude Crucified.
Mark Ellis “Flood” - producción, mezcla de «Enjoy the Silence».
Anton Corbijn - portada, diseño y fotografías.
Daniel Miller - producción ejecutiva, mezcla de «Enjoy the Silence».
François Kevorkian - mezcla, excepto en «Enjoy the Silence».
Pino Pischetola, Peter Iversen, Steve Lyon, Goh Hotoda, Alan Gregorie, Dennis Mitchell y Phil Legg - ingeniería.
Daryl Bamonte, Dick Meaney, David Browne y Mark Flannery - asistencia.

## Sencillos
- Personal Jesus
- Enjoy the Silence
- Policy of Truth
- World in My Eyes

"Personal Jesus" en su versión como disco sencillo es más corta, pues tiene editado el largo cierre, el cual solo aparece en el álbum con una duración de cerca de minuto y medio. "World in My Eyes" difiere también en su versión como disco sencillo de la del álbum, pues es más corta.
En el caso de "Policy of Truth", en su versión en disco sencillo tiene una suave entrada electrónica que en el álbum no aparece; en los conciertos esa entrada se sustituye por una de percusión. Por último, para "Enjoy the Silence" se realizó también una entrada, pero esta aparece únicamente en su versión como video promocional; en conciertos siempre se utiliza una variante de esa entrada.
Se realizó el video de la canción "Halo" y se publicó como sencillo promocional en el Reino Unido y en los Estados Unidos, si bien en realidad originalmente se planeaba publicarlo como sencillo regular; se realizó también el video del tema "Clean", pero no apareció como disco sencillo ni como lado B. Ambos vídeos se realizaron en exclusiva para incluirlos en la colección Strange Too de ese mismo año. De cualquier modo el disco aparece siempre solo con cuatro sencillos.
"Enjoy the Silence" tuvo en 2004 una nueva mezcla como sencillo promocional incluyendo un nuevo vídeo, y ha tenido además cuatro diferentes proyecciones de fondo para conciertos, con lo cual resulta ser el tema de DM con mayor número de versiones visuales realizadas. "Personal Jesus" tuvo también en 2011 una nueva mezcla como sencillo promocional y un nuevo vídeo.
Lados B
Los temas que originalmente no se incluyeron en la colección y aparecieron como lados B de los sencillos fueron las canciones "Dangerous", "Sea of Sin", "Happiest Girl", y los instrumentales "Kaleid", "Sibeling" y "Memphisto", todos compuestos también por Martin Gore y que volvieron a Violator el disco de Depeche Mode con más lados B.
"Memphisto" y "Sibeling", los lados B instrumentales de "Enjoy the Silence" son muy peculiares. "Memphisto" es una función compuesta por Martin Gore inspirada en una película imaginaria, según él, en la cual Elvis Presley interpreta al diablo; Presley era de Memphis, por ello el título "Memphisto". El tema "Sibeling" se titula así en honor al compositor finlandés Jean Sibelius.

## Edición 2006
En 2006 el álbum Violator se relanzó con todo el contenido de la edición original y lados B, en ediciones para formato de SACD y DVD, como parte de la reedición de todos los álbumes anteriores a Playing the Angel de 2005.
El relanzamiento consistió en empatar todos los álbumes previos con Playing the Angel, el cual fue lanzado en dos ediciones, una normal solo con el disco y otra acompañada de un DVD, y al igual que éste la reedición americana contiene el álbum Violator en CD acompañado del DVD mientras en la reedición europea aparece en formato SACD junto con el DVD, de cualquier modo el contenido en ambas ediciones es el mismo.
Adicionalmente el álbum se relanzó en su edición de CD, así como en disco de vinilo en ambos lados del mundo.

| Disco uno, SACD/CD |                                                     |          |  |
| N.º                | Título                                              | Duración |  |
| 1.                 | «World in My Eyes»                                  | 4:26     |  |
| 2.                 | «Sweetest Perfection»                               | 4:43     |  |
| 3.                 | «Personal Jesus»                                    | 4:56     |  |
| 4.                 | «Halo»                                              | 4:30     |  |
| 5.                 | «Waiting for the Night»                             | 6:07     |  |
| 6.                 | «Enjoy the Silence» (con el Interlude #2 Crucified) | 6:12     |  |
| 7.                 | «Policy of Truth»                                   | 4:55     |  |
| 8.                 | «Blue Dress» (con el Interlude #3)                  | 5:41     |  |
| 9.                 | «Clean»                                             | 5:28     |  |

| Disco dos, DVD |                                                                 |          |  |
| N.º            | Título                                                          | Duración |  |
| 1.             | «Depeche Mode: 1989-90» (If You Wanna Use Guitars, Use Guitars) | 32:31    |  |
| 2.             | «World in My Eyes»                                              | 4:26     |  |
| 3.             | «Sweetest Perfection»                                           | 4:43     |  |
| 4.             | «Personal Jesus»                                                | 4:56     |  |
| 5.             | «Halo»                                                          | 4:30     |  |
| 6.             | «Waiting for the Night»                                         | 6:07     |  |
| 7.             | «Enjoy the Silence» (con el Interlude #2 Crucified)             | 6:12     |  |
| 8.             | «Policy of Truth»                                               | 4:55     |  |
| 9.             | «Blue Dress» (con el Interlude #3)                              | 5:41     |  |
| 10.            | «Clean»                                                         | 5:28     |  |
| 11.            | «Dangerous»                                                     | 4:20     |  |
| 12.            | «Memphisto»                                                     | 4:02     |  |
| 13.            | «Sibeling»                                                      | 3:15     |  |
| 14.            | «Kaleid»                                                        | 4:17     |  |
| 15.            | «Happiest Girl» (Jack Mix)                                      | 4:58     |  |
| 16.            | «Sea of Sin» (Tonal Mix)                                        | 4:43     |  |

## The 12" Singles
Es una colección iniciada en 2018, con Speak & Spell y A Broken Frame, de todos los sencillos de DM, por álbum, en estricto orden cronológico, presentados en ediciones de lujo en formato de 12 pulgadas, que continuó ese mismo año con Construction Time Again y Some Great Reward, y en 2019 con Black Celebration y Music for the Masses, y continuó en 2020 con Violator, presentando sus sencillos en diez discos, y con Songs of Faith and Devotion.
Pese a que la colección es en discos de 12 pulgadas, también se publicó y está disponible en streaming.
Personal Jesus
| Lado A |                                              |          |  |
| N.º    | Título                                       | Duración |  |
| 1.     | «Personal Jesus» (Holier than Thou Approach) | 5:49     |  |

| Lado B |                                     |          |  |
| N.º    | Título                              | Duración |  |
| 1.     | «Dangerous» (Sensual Mix)           | 5:22     |  |
| 2.     | «Personal Jesus» (versión acústica) | 3:27     |  |

Personal Jesus
| Lado C |                             |          |  |
| N.º    | Título                      | Duración |  |
| 1.     | «Personal Jesus» (Pump Mix) | 7:47     |  |

| Lado D |                                        |          |  |
| N.º    | Título                                 | Duración |  |
| 1.     | «Personal Jesus» (Telephone Stomp Mix) | 5:34     |  |
| 2.     | «Dangerous» (Hazchemix)                | 5:34     |  |

Enjoy the Silence
| Lado E |                                                          |          |  |
| N.º    | Título                                                   | Duración |  |
| 1.     | «Enjoy the Silence» (versión original en siete pulgadas) | 4:18     |  |
| 2.     | «Enjoy the Silence» (Hands and Feet Mix)                 | 6:41     |  |

| Lado F |                                    |          |  |
| N.º    | Título                             | Duración |  |
| 1.     | «Enjoy the Silence» (Ecstatic Dub) | 5:44     |  |
| 2.     | «Sibeling»                         | 3:20     |  |

Enjoy the Silence
| Lado G |                                 |          |  |
| N.º    | Título                          | Duración |  |
| 1.     | «Enjoy the Silence» (Bass Line) | 7:42     |  |
| 2.     | «Enjoy the Silence» (Harmonium) | 2:43     |  |

| Lado H |                                         |          |  |
| N.º    | Título                                  | Duración |  |
| 1.     | «Enjoy the Silence» (Ricki Tik Tik Mix) | 5:33     |  |
| 2.     | «Memphisto»                             | 4:01     |  |

Enjoy the Silence
| Lado I |                                          |          |  |
| N.º    | Título                                   | Duración |  |
| 1.     | «Enjoy the Silence» (The Quad Final Mix) | 15:30    |  |

(Incluye grabado de una rosa en el reverso)
Policy of Truth
| Lado K |                              |          |  |
| N.º    | Título                       | Duración |  |
| 1.     | «Policy of Truth» (Beat Box) | 6:31     |  |

| Lado L |                                     |          |  |
| N.º    | Título                              | Duración |  |
| 1.     | «Policy of Truth» (Capitol Mix)     | 8:01     |  |
| 2.     | «Policy of Truth» (When Worlds Mix) | 5:23     |  |

Policy of Truth
| Lado M |                                     |          |  |
| N.º    | Título                              | Duración |  |
| 1.     | «Policy of Truth» (Trancentral Mix) | 5:55     |  |

| Lado N |                                  |          |  |
| N.º    | Título                           | Duración |  |
| 1.     | «Kaleid» (Remix)                 | 4:36     |  |
| 2.     | «Policy of Truth» (Pavlov's Dub) | 6:02     |  |

World in My Eyes
| Lado O |                                   |          |  |
| N.º    | Título                            | Duración |  |
| 1.     | «World in My Eyes» (Oil Tank Mix) | 7:29     |  |

| Lado P |                              |          |  |
| N.º    | Título                       | Duración |  |
| 1.     | «Happiest Girl» (Kiss-A-Mix) | 6:15     |  |
| 2.     | «Sea of Sin» (Sensoria)      | 6:08     |  |

World in My Eyes
| Lado Q |                                     |          |  |
| N.º    | Título                              | Duración |  |
| 1.     | «World in My Eyes» (Dub in My Eyes) | 6:54     |  |

| Lado R |                                             |          |  |
| N.º    | Título                                      | Duración |  |
| 1.     | «World in My Eyes» (Mode to Joy)            | 6:28     |  |
| 2.     | «Happiest Girl» (The Pulsating Orbital Mix) | 6:26     |  |

World in My Eyes
| Lado S |                                  |          |  |
| N.º    | Título                           | Duración |  |
| 1.     | «World in My Eyes» (Mayhem Mode) | 4:55     |  |

| Lado T |                                                          |          |  |
| N.º    | Título                                                   | Duración |  |
| 1.     | «Happiest Girl» (The Pulsating Orbital Instrumental Mix) | 7:58     |  |

## Canción por canción
World in My Eyes fue el tema meramente tecnopop de Violator, recordando por momentos a Kraftwerk en su sonido por completo sintetizado es en realidad de los últimos de Depeche Mode ejecutados enteramente con sintetizador. Lo curioso del tema es que los miembros de Depeche Mode siempre declararon que desconocían a bandas como Kraftwerk antes de haber grabado su primer disco, por lo cual resalta como la experiencia que habían ganado en el campo de la música electro para ese 1990. La canción es una sensual propuesta todavía endeudada con el sonido eminentemente bailable de los primeros años de la banda.
Sweetest Perfection es el tema experimental del álbum. Comienza con un efecto acompasado muy sencillo repitiendo una y otra vez un mismo estribillo en una melodía pulsante, toda la canción va in crescendo hasta llegar a un coro grandilocuente y lleno de efectos lo cual de algún modo recuerda los modos del Rock progresivo.
Personal Jesus es un tema bastante burlón, lo cual quedó en evidencia principalmente con su video, en el cual los integrantes de Depeche Mode aparecen como cuatro sensuales vaqueros haciendo una parodia del conocido cowboy estadounidense. La canción es en sí una sátira hacia la excesiva comercialización que de la religión hacen los llamados apóstoles precisamente en los Estados Unidos. Mientras que la canción propone tener una religión personal, un "Jesús Personal", el video ya hace el hincapié de mezclar además el tema religioso con escenas sugerentes y abiertamente provocativas en el sentido sexual, lo cual fue capitalizado en el álbum Songs of Faith and Devotion, el siguiente en la discografía de DM. La musicalización, por otra parte, es una de las más conocidas del grupo al haber utilizado todos los recursos disponibles en esa época, tanto la guitarra como el efecto de disco rayado y la potente batería, consiguiendo de nueva cuenta una canción bastante industrial en su forma melódica, tal y como en sus primeros temas de éxito. Está considerada una de las 500 mejores canciones de todos los tiempos.
Halo desde un principio se oyó como una canción rara, con su entrada como de Tarzán para dar paso a sonidos rítmicos de sintetizador progresando en cada vez más efectos añadidos hasta un estribillo intenso y bailable. La letra es convencional, no así los ritmos que maneja, pues destaca como el experimento de mezclar diversos sonidos sintéticos logrando una verdadera melodía. Los elementos progresivos serían después reutilizados en algunos temas del álbum Ultra de 1997
Waiting for the Night es un tema que contiene una base electrónica muy suave y minimalista con una letra igual de tranquilizante. La canción se erige como una balada futurista, siendo uno de los temas verdaderamente más sintéticos en toda la trayectoria de DM, instalándose como el poema hipnótico y cósmico del repertorio total del grupo.
Enjoy the Silence es una canción armónica, melódica, irónica y tétrica en sus sonidos sintetizados. El tema se revela como un homenaje a la música misma siguiendo el principio de que el intervalo entre nota y nota es el que da la armonía, o sea, el silencio. La canción fue ideada originalmente por Martin Gore como un simple tema acústico, pero Alan Wilder encontró potencial en ella por lo cual compuso una suave base electrónica y junto con Gore le hizo más arreglos consiguiendo la que fuera el segundo sencillo del álbum y a juicio de muchos, seguidores del grupo y críticos de música, la mejor canción en la trayectoria de Depeche Mode. Normalmente siempre ha destacado sobre todo la música, al haber logrado Wilder como base principal un suave efecto de voces fantasmales o femeninas realizado solo con sintetizador. Aun así, la letra aunque sencilla es una de las más significativas en la carrera de Depeche Mode, pues no hay provocación ni juegos sugerentes sino que solo es una celebración a la música misma y, como enorme paradoja, al silencio.
Interlude # 2 Crucified es una suerte de experimento instrumental realizado con una base electrónica acompañado de una guitarra variante de la empleada en Enjoy the Silence y en la cual puede oírse la voz distorsionada de Andy Fletcher diciendo precisamente “Crucified”. Lo que más destaca de este interludio es que tiene un sonido un tanto siniestro, lo cual es parte de la carrera y la obra musical de Depeche Mode.
Policy of Truth es otra canción de ritmos a base de sintetizador con una curiosa letra sobre conciliación y política. El tema está basado en la música soul, aunque en su caso es desde luego un experimento de soul por completo electrónico, pues tampoco hay elementos acústicos. La letra parece seguir con la burla de Personal Jesus acerca de los estereotipos norteamericanos, aunque aparentemente solo hable de política.
Blue Dress es el tema más apacible de todo el álbum, con una base electrónica de tipo minimalista y una suave letra de deseo y amor. Al contrario de otros temas del álbum y de toda la trayectoria de DM previa al álbum, la canción no intenta provocar ni evocar, sino simplemente ser una balada electrónica con una letra sencilla y más convencional.
Interlude # 3 el segundo interludio del disco es otra función instrumental aunque de tipo más orgánica, y en el cual puede escucharse un coro vocal de los propios miembros de DM. Este recuerda un poco a la música sacra y hacia su conclusión se escuchan algunos sonidos bastante raros, como de respiración animal, aunque justamente en esa parte de efectos inentendibles es donde comienza propiamente Clean.
Clean es uno de los temas más sofisticados en toda la trayectoria de Depeche Mode, incorporando una base acústica de bajo eléctrico y pedal, con el consecuente efecto de cuerdas muy grave, y percusión para una musicalización electrónica majestuosa, elocuente y dramática. De hecho, es curioso que aun con los elementos acústicos sea uno de los temas más sintéticos de Depeche Mode, lo cual queda en evidencia sobre todo en sus estribillos que son realizados como una especie de clímax tecnológico potentes pero paradójicamente sin ninguna agresividad. Al igual que el inicio del álbum, Clean emula a Kraftwerk, aunque en una versión más orgánica.

## Posicionamiento en listas
| Listas (1990)                  | Mejor posición |
| ------------------------------ | -------------- |
| Alemania (Offizielle Top 100)  | 2              |
| Australia (ARIA Charts)        | 42             |
| Austria (Ö3 Austria Top 40)    | 4              |
| Canadá (RPM)                   | 5              |
| Estados Unidos (Billboard 200) | 7              |
| España (AFYVE)                 | 1              |
| Francia (SNEP)                 | 1              |
| Italia (Musica e dischi)       | 6              |
| Noruega (VG-lista)             | 12             |
| Nueva Zelanda (RMNZ)           | 28             |
| Países Bajos (Album Top 100)   | 17             |
| Reino Unido (UK Albums)        | 2              |
| Suecia (Sverigetopplistan)     | 6              |
| Suiza (Schweizer Hitparade)    | 2              |

## Certificaciones
| País (Certificador) | Certificación | Ventas certificadas |
| --- | ------------- | ------------------- |
| Alemania (BVMI) | Platino       | 500 000^            |
| Austria (IPFI Austria)                                                                                                   | Oro           | 20 000*             |
| Canadá (Music Canada) | 2× Platino    | 200 000^            |
| Estados Unidos (RIAA) | 3× Platino    | 3 000 000^          |
| Francia (SNEP) | Oro           | 300 000*            |
| Italia (FIMI) (1990) | Oro           | 250 000             |
| Suiza (IPFI Suiza) | Platino       | 50 000^             |
| Reino Unido (BPI) | Oro           | 100 000^            |
| ^cifras de envíos basadas únicamente en la certificación xcifras no especificadas basadas únicamente en la certificación |               |                     |